# Ozero Glubokoje Strunovo
Ozero Glubokoje Strunovo (ryska: Озеро Глубокое Струново) är en sjö i Belarus.   Den ligger i voblasten Vitsebsks voblast, i den nordöstra delen av landet, 260 km nordost om huvudstaden Minsk. Ozero Glubokoje Strunovo ligger 163 meter över havet.
I omgivningarna runt Ozero Glubokoje Strunovo växer i huvudsak blandskog. Runt Ozero Glubokoje Strunovo är det glesbefolkat, med 10 invånare per kvadratkilometer.